# Astragalus hornii
Astragalus hornii är en ärtväxtart som beskrevs av Asa Gray. Astragalus hornii ingår i släktet vedlar, och familjen ärtväxter.

## Underarter
Arten delas in i följande underarter:
- A. h. hornii
- A. h. minutiflorus